# Rubén Garcés
Rubén Santiago Garcés Riquelme (Colón, 17 ottobre 1973) è un ex cestista panamense con cittadinanza spagnola.

## Carriera
Con Panama ha disputato i Campionati mondiali del 2006 e tre edizioni dei Campionati americani (1993, 2011, 2015).